# Штрауб, Зои
Зои Штрауб (нем. Zoë Straub; род. 1 декабря 1996 года, Вена, Австрия), более известная как ZOË — австрийская певица, автор песен и актриса. Зои представила Австрию на конкурсе Евровидение 2016 с песней «Loin d’ici». По итогам голосования заняла 13 место.

## Биография

### 1996—2014: ранняя жизнь
Родилась 1 декабря 1996 года в Вене в семье музыкантов. Отец Кристоф Штрауб и мать Румина Штрауб (урожд. Уилфлинг) раньше создали музыкальный коллектив Papermoon и выступали дуэтом. Когда Зои было 6 лет, она поучаствовала в записи песни «Doop Doop» с родителями. В 2007 году Зои участвовала в конкурсе «Kiddy Contest», где исполнила песню немецкой певицы Николь «Engel ohne Flügel» (рус. Ангел без крыльев). В этом же году Зои поступила во Французский лицей в Вене, где училась 9 лет.

### С 2015 по настоящее время: начало карьеры, «Debut», Евровидение
В 2015 году Зои снялась в сериале «Vorstadtweiber», который был анонсирован телерадиокомпанией Österreichischer Rundfunk. Также в 2015 году Зои участвовала в национальном отборе Австрии на Евровидение 2015 c песней «Quel filou», которую она написала вместе с отцом. Заняла третье место. В октябре 2015 года Зои презентовала свой дебютный альбом под названием «Debut». Альбом полностью состоит из песен на французском языке, автором песен является отец девушки.
В феврале 2016 года Зои выиграла национальный отбор в Австрии на Евровидение 2016 и представила страну на конкурсе с песней «Loin d’ici» (рус. Далеко отсюда). в котором заняла 13 место, набрав при этом 151 балл, 31 балл со стороны профессионального жюри и 120 баллов от телезрителей.

## Дискография

### Студийные альбомы
| Название       | Информация об альбоме                                                                            | Наивысшая позиция в чарте |
| Название       | Информация об альбоме                                                                            | AT                        |
| -------------- | ------------------------------------------------------------------------------------------------ | ------------------------- |
| Debut          | - Дата релиза: 23 октября 2015 - Лейбл: Global Rockstar Music - Формат: CD, цифровая дистрибуция | 5                         |
| La Vie en Rosé | - Дата релиза: 15 ноября 2024 - Лейбл: Global Rockstar Music - Формат: CD, цифровая дистрибуция  | —                         |

### Синглы
| 2015                                                         | «Quel filou»           | 23 | Debut |
| 2015                                                         | «Je m’en fous»         | —  | Debut |
| 2015                                                         | «Mon cœur a trop aimé» | 12 | Debut |
| 2016                                                         | «Loin d’ici»           | —  | Debut |
| «—» означает, что сингл не попал в чарты или не был выпущен. |                        |    |       |

## Фильмография
| Год  | Название       | Роль  | Заметки                    |
| ---- | -------------- | ----- | -------------------------- |
| 2015 | Vorstadtweiber | Лаура | 1 серия, эпизоды 4-8       |
| 2016 | Pregau         | Роза  | мини-сериал, постпродакшен |

## Премии и номинации
| Год  | Премия                       | Категория    | Номинированная работа  | Результат |
| ---- | ---------------------------- | ------------ | ---------------------- | --------- |
| 2016 | Amadeus Austrian Music Award | Актриса года | —                      | Номинация |
| 2016 | Amadeus Austrian Music Award | Песня года   | «Mon cœur a trop aimé» | Номинация |